# Chav

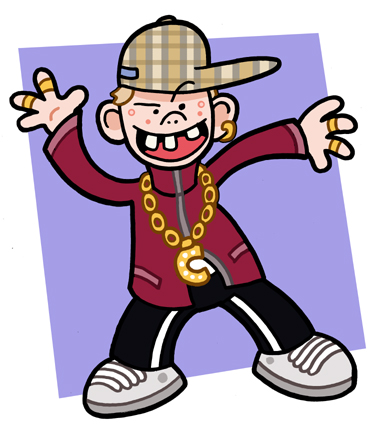
Caricatura de um chav

Chav, chava, charva ou charver é um termo pejorativo aplicado a certos jovens do Reino Unido. A imagem estereotipada de um chav é a de um adolescente ou jovem adulto agressivo, vindo da classe trabalhadora, que veste roupas de marca e tem estilo casual, costuma brigar e se envolver em criminalidade trivial, e é frequentemente visto como desempregado ou em um emprego com baixo salário. O termo pode ter se originado da língua romani. A forma em inglês da palavra assume um significado depreciativo, e começou a aparecer nos grandes dicionários em 2005.
O termo chav possui muitas alternativas regionais; no Nordeste da Inglaterra há a variante charva ou charv, usada no condado de Tyne and Wear. Charver era uma palavra comum de grande, porém não irrestrita, popularidade em Newcastle através da segunda metade do século XIX, sinônimo de garoto ou criança e derivado de chawvo, uma expressão romani que significa "uma pessoa jovem, um amigo". Durante a década de 1990, charver sofreu uma desfiguração semântica, e crescimento massivo em uso pelos falantes do Geordie e alguns dialetos relacionados. A mudança no significado da palavra foi feita com a intenção de insultar; nesse ponto charver e chav tornaram-se sinônimos, apesar de este último ainda não ter entrado no linguajar comum. É provável que o termo chav seja um derivado recente de charver, mas é também possível que as duas palavras sejam completamente distintas etimologicamente. Outros termos equivalentes a chav incluem scally, predominante no noroeste da Inglaterra (incluindo Liverpool)  e townie, uma palavra agora aparentemente envolvida por chav. Palavras semelhantes em uso fora da Inglaterra incluem ned ou scunner na Escócia, spide ou skanger na Irlanda e spide, milly (de Mill-girl) e steek na Irlanda do Norte.
Um documentário da BBC TV sugeriu que chav é uma evolução de subculturas juvenis da classe trabalhadora anteriores associadas a estilos de roupas comerciais peculiares, como skinheads e casuais. Entretanto, chav não é um sinônimo direto de "pessoa da classe trabalhadora"; o termo refere-se a um tipo específico de comportamento, modo de falar e se vestir que é longe de ser universal entre a classe trabalhadora britânica. O termo tem sido associado a delinquência juvenil, à geração da Ordem do Comportamento Antissocial e à cultura yob.

## Popularização na mídia
Das suas origens como um termo chulo, o uso da palavra foi dispersado tão rapidamente que em 2004 ela se tornou uma palavra imensamente popular em jornais nacionais e linguajar comum no Reino Unido. O livro Larpers and Shroomers: The Language Report de Susie Dent, publicado pela Oxford University Press, designou-a "palavra do ano" em 2004. Uma pesquisa em 2005 descobriu que, apenas em dezembro de 2004, 114 artigos de jornais britânicos usaram esse termo. A popularidade da palavra levou à criação de sites dedicados a catalogar e ridicularizar o estilo de vida chav.
A "cultura chav" tem sido extensivamente retratada pela mídia britânica:
- O grupo de rap galês Goldie Lookin Chain foi descrito como tanto personificação quanto sátira da estética chav, apesar de o próprio grupo negar qualquer rótulo, simplesmente zombando do assunto.[14] A revista de tuning automobilístico britânica Max Power chegou a ter um Mk3 Vauxhall Cavalier bege com adesivos para fazerem-no parecer um distintivo típico da Burberry, denominou-o "Chavalier" e o entregou à banda.
- O futebolista Wayne Rooney[15] e sua esposa Coleen,[16] a rapper Lady Sovereign,[17] a modelo Katie Price,[18] a atriz Danniella Westbrook,[19] a ex-participante do Big Brother Jade Goody[20] e a cantora e apresentadora de televisão Kerry Katona[21] também foram rotulados como chavs pelos tabloides britânicos.
- A personagem Lauren Cooper e suas amigas Lisa and Ryan da série de comédia britânica The Catherine Tate Show exibem claro estilo chav de vestimenta, comportamento, maneirismos e interesse musical.[22] Outro sketch de comédia do Reino Unido, Little Britain apresenta uma personagem com características semelhantes, Vicky Pollard.[22]

## Críticas ao estereótipo
O uso disseminado do estereótipo chav tem sofrido críticas; alguns argumentam que isso se deve simplesmente a esnobismo e elitismo, e que problemas sociais sérios como a presença da Ordem do Comportamento Antissocial, gravidez na adolescência, delinquência e alcoolismo em áreas de baixos salários não deveriam ser tratadas com escárnio. Críticos do tema argumentam que seus proponentes são "neo-esnobes", e que a crescente popularidade levanta questões sobre como a moderna sociedade britânica lida com mobilidade social e classes.

## Efeito comercial
- A Burberry é uma marca de roupas cujos produtos foram inicialmente associados ao estereótipo chav. A Burberry argumenta que sua associação com o senso de moda chav está ligada a versões falsificadas das roupas. "Eles são as notícias de ontem", disse Stacey Cartwright, CEO da Burberry. "[As roupas] eram, em sua maioria, imitações, e o Reino Unido é responsável por apenas 10% das nossas vendas, de qualquer maneira."[26] A companhia tomou várias medidas para distanciar-se do estereótipo: cessou a produção de boné de beisebol de marca própria em 2004[27] e diminuiu o uso do design típico, com tartan e xadrez, a tal extensão que essas características agora só aparecem em forros internos e outras posições pouco valorizadas das suas roupas.[28][29] A Burberry também tomou ações legais contra infrações em alto nível da marca. Em agosto de 2006, uma empresa de riquixás automotivos (conhecidos como tuk-tuks) da cidade de Brighton, na costa sul da Inglaterra, criou um "Chavrolet" que levava o tartan da Burberry pintado no distintivo. No entanto, a companhia teve que recolher o veículo quando a Burberry ameaçou processá-la por infringir copyright.[30]
- A grande cadeia de supermercados Asda tentou registrar a palavra chav para uma nova linha de confecção de bolos.[31] Um porta-voz disse: "Com slogans de personagens em programas de televisão como Little Britain and The Catherine Tate Show providenciando-nos mais e mais gírias contemporâneas, nossos queridos Tanto-Faz — agora apelidados chavs — tornaram-se muito populares entre crianças e os mais crescidos também. Achamos que precisávamos dá-los algum respeito e decidimos patentear nossos queridos."[32][33]
- Muitas características normalmente associadas aos estereótipos de homo e metrossexual são espelhados pela moda chav, com predominância de roupas de marca.[34]